# George Pullman
George Mortimer Pullman (Brocton, 3 de março de 1831 — Chicago, 19 de outubro de 1897) foi um inventor e industrial estadunidense. É conhecido como o inventor do vagão dormitório Pullman, e por despedir de forma violenta trabalhadores no bairro de trabalhadores por ele criado, Pullman, que foi depois anexado por Chicago. Sepultado no Graceland Cemetery, Chicago.